# 威靈頓公爵
威靈頓公爵（英語：Duke of Wellington）為一聯合王國貴族爵位，由攝政王以父王佐治三世名義在1814年授予第一代威靈頓子爵阿瑟·韋爾斯利（1769－1852年）。韋爾斯利是英國軍事家、政治家，在1815年的滑铁卢战役中與布呂歇爾帶領英普聯軍擊敗拿破仑指揮的法軍，奠定了拿破崙戰爭中反法同盟的最終勝利。他及後也曾兩度擔任聯合王國首相。此爵位得名於森麻實郡的威靈頓。
第一代公爵是盎格魯愛爾蘭人，他的先祖在大不列顛和愛爾蘭兩地均是地主，擁有新教優勢。其父親，加勒特·韋斯利，在1760年獲封為莫寧伯爵。此公爵爵位和其餘十一個爵位均是由第一代公爵之男性後代繼承。

## 歷史

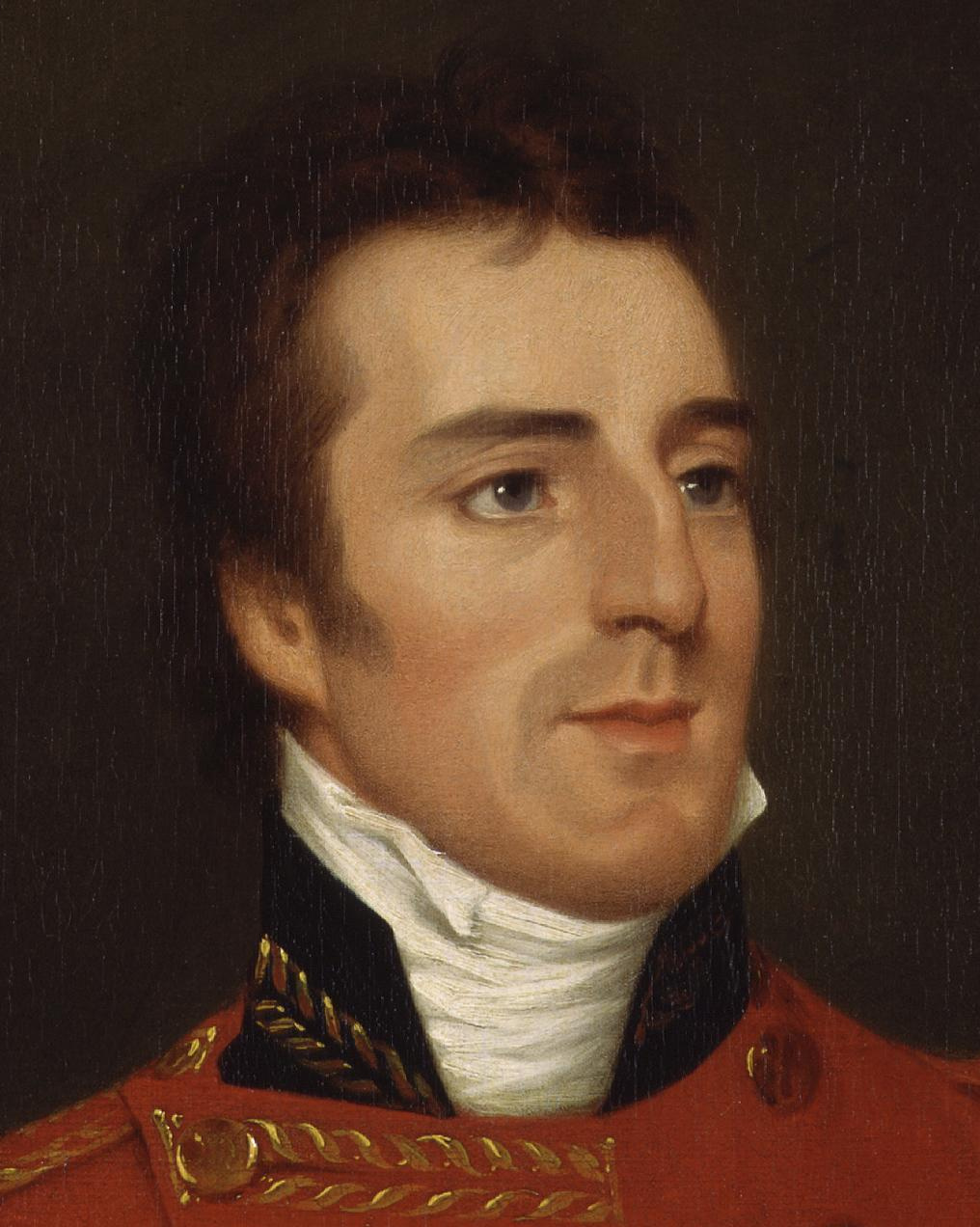
第一代威靈頓公爵

威靈頓公爵和杜羅侯爵（英語：Marquess Douro）這兩個爵位是在1814年5月3日授予第一代威靈頓子爵阿瑟·韋爾斯利，以表揚他在第六次反法同盟的勝利成功迫使拿破崙退位。他一生總共參與了60場戰役，並被沙皇亚历山大一世譽為是「世界征服者的征服者」（「世界征服者」指的是拿破崙）。他是英國史上最著名的軍事家之一，與第一代馬爾博羅公爵和第一代納爾遜子爵鼎足齊名。
威靈頓公爵所持有的次等爵位有：威靈頓侯爵（1812年獲封）、杜羅侯爵（1814年獲封）、莫寧伯爵（英語：Earl of Mornington，1760年獲封）、威靈頓伯爵（英語：Earl of Wellington，1812年獲封）、韋爾斯利子爵（英語：Viscount Wellesley，1760年獲封）、威靈頓子爵（英語：Viscount Wellington，1809年獲封）、莫寧男爵（英語：Baron Mornington，1746年獲封）和杜羅男爵（英語：Baron Douro，1809年獲封）。當中莫寧伯爵、韋爾斯利子爵和莫寧男爵均由第二代公爵在1863年繼承，並屬於愛爾蘭貴族。其他爵位則全部屬於聯合王國貴族。
除了英國爵位外，威靈頓公爵也同時持有荷蘭王國、西班牙王國和葡萄牙王國的爵位。它們分別是：同時屬於荷蘭貴族和比利時貴族的滑鐵盧親王（荷蘭語：Prins van Waterloo，1815年獲封）；屬於西班牙貴族的羅德里戈城公爵（1812年獲封）及屬於葡萄牙貴族的維多利亞公爵（1812年獲封）、托雷斯韋德拉什侯爵（葡萄牙語：Marquês de Torres Vedras，1812年獲封）和維梅洛伯爵（葡萄牙語：Conde de Vimeiro，1811年獲封）。西班牙和葡萄牙的爵位是爲了表揚威靈頓公爵在1808年至1814年的半島戰爭中迫使法國軍隊退出伊比利亞半島的出色表現；而荷蘭和比利時的爵位則是表揚威靈頓公爵在1815年的滑铁卢战役中擊敗拿破仑指揮的法軍。
威靈頓公爵的府邸是在漢普郡貝辛斯托克附近的斯特拉特菲尔德塞耶莊園。其在倫敦也曾持有阿普斯利邸宅，但該邸宅已交由英格蘭遺產委員會作爲博物館對公眾開放。

## 威靈頓公爵（1814年）
| 由攝政王以其父親喬治三世之名義冊封 | 由攝政王以其父親喬治三世之名義冊封               | 由攝政王以其父親喬治三世之名義冊封 | 由攝政王以其父親喬治三世之名義冊封 | 由攝政王以其父親喬治三世之名義冊封                                                     | 由攝政王以其父親喬治三世之名義冊封 | 由攝政王以其父親喬治三世之名義冊封 |
| #                                  | 姓名                                             | 時期                               | 婚姻                               | 備注                                                                                   | 其他爵位 |                                    |
| ---------------------------------- | ------------------------------------------------ | ---------------------------------- | ---------------------------------- | -------------------------------------------------------------------------------------- | --- | ---------------------------------- |
| 1                                  | 阿瑟·韋爾斯利（出生時姓韋斯利） （1769－1852年） | 1814－1852年                       | 凱瑟琳·帕克南                      | 英國軍事家，在滑铁卢战役中擊敗拿破仑指揮的法軍及在第四次昂格魯邁索爾戰爭中擊敗蒂普蘇丹 | 滑鐵盧親王 羅德里戈城公爵 維多利亞公爵 威靈頓侯爵 杜羅侯爵 托雷斯韋德拉什侯爵 維梅洛伯爵 威靈頓子爵 杜羅男爵                                |                                    |
| 2                                  | 阿瑟·理查德·韋爾斯利 （1807－1884年）            | 1852－1884年                       | 伊麗莎白·海伊                      | 第一代公爵之子                                                                         | 滑鐵盧親王 羅德里戈城公爵 維多利亞公爵 威靈頓侯爵 杜羅侯爵 托雷斯韋德拉什侯爵 維梅洛伯爵 莫寧伯爵 韋爾斯利子爵 威靈頓子爵 杜羅男爵 莫寧男爵 |                                    |
| 3                                  | 亨利·韋爾斯利 （1846－1900年）                   | 1884－1900年                       | 伊芙琳·威廉斯                      | 第二代公爵之侄                                                                         | 滑鐵盧親王 羅德里戈城公爵 維多利亞公爵 威靈頓侯爵 杜羅侯爵 托雷斯韋德拉什侯爵 維梅洛伯爵 莫寧伯爵 韋爾斯利子爵 威靈頓子爵 杜羅男爵 莫寧男爵 |                                    |
| 4                                  | 阿瑟·查理斯·韋爾斯利 （1849－1934年）            | 1900－1934年                       | 凱斯琳·威廉斯                      | 第三代公爵之弟                                                                         | 滑鐵盧親王 羅德里戈城公爵 維多利亞公爵 威靈頓侯爵 杜羅侯爵 托雷斯韋德拉什侯爵 維梅洛伯爵 莫寧伯爵 韋爾斯利子爵 威靈頓子爵 杜羅男爵 莫寧男爵 |                                    |
| 5                                  | 阿瑟·查理斯·韋爾斯利 （1876－1941年）            | 1934－1941年                       | 利利安·科茨                        | 第四代公爵之子                                                                         | 滑鐵盧親王 羅德里戈城公爵 維多利亞公爵 威靈頓侯爵 杜羅侯爵 托雷斯韋德拉什侯爵 維梅洛伯爵 莫寧伯爵 韋爾斯利子爵 威靈頓子爵 杜羅男爵 莫寧男爵 |                                    |
| 6                                  | 亨利·瓦萊里安·喬治·韋爾斯利 （1912－1943年）     | 1941－1943年                       | 未婚                               | 第五代公爵之子                                                                         | 滑鐵盧親王 羅德里戈城公爵 維多利亞公爵 威靈頓侯爵 杜羅侯爵 托雷斯韋德拉什侯爵 維梅洛伯爵 莫寧伯爵 韋爾斯利子爵 威靈頓子爵 杜羅男爵 莫寧男爵 |                                    |
| 7                                  | 傑拉德·韋爾斯利 （1885－1972年）                 | 1943－1972年                       | 多蘿西·阿什頓                      | 第五代公爵之弟                                                                         | 滑鐵盧親王 羅德里戈城公爵 維多利亞公爵 威靈頓侯爵 杜羅侯爵 托雷斯韋德拉什侯爵 維梅洛伯爵 莫寧伯爵 韋爾斯利子爵 威靈頓子爵 杜羅男爵 莫寧男爵 |                                    |
| 8                                  | 亞瑟·瓦勒良·韋爾斯利 （1915－2014年）            | 1972－2014年                       | 戴安娜·麥康奈爾                    | 第七代公爵之子                                                                         | 滑鐵盧親王 羅德里戈城公爵 維多利亞公爵 威靈頓侯爵 杜羅侯爵 托雷斯韋德拉什侯爵 維梅洛伯爵 莫寧伯爵 韋爾斯利子爵 威靈頓子爵 杜羅男爵 莫寧男爵 |                                    |
| 9                                  | 亞瑟·查理斯·瓦萊里安·韋爾斯利 （1945年生）       | 2014年—                            | 普魯士的安東尼婭公主               | 第八代公爵之子                                                                         | 滑鐵盧親王 羅德里戈城公爵 維多利亞公爵 威靈頓侯爵 杜羅侯爵 托雷斯韋德拉什侯爵 維梅洛伯爵 莫寧伯爵 韋爾斯利子爵 威靈頓子爵 杜羅男爵 莫寧男爵 |                                    |

## 紋章
| Arms of Dukes of Wellington | 冠冕公爵冠冕 飾章一半身紅獅躍立，手持一銀色燕尾矛旗，旗為聖佐治十字，燕尾為紅色 盾紋四等分——第一和第四分區：藍底，一金色帶鏈吊閘，分區盾頂左右處為金底，各置一都鐸玫瑰，分區盾中則為宣信者愛德華之紋章（西敏市）；第二和第三分區：藍底，一捆金色小麥（格羅夫納）。 扶盾者左右均爲一紅獅：躍立，頸戴金色東方樣式冠冕，冠冕連着一金色鎖鏈。 銘言VIRTUTIS FORTUNA COMES |

## 家族譜系圖
|                                                                              |                                                                              |                                                                              |                                                                              | 羅德里戈城公爵（西班牙），1812年 維多利亞公爵（葡萄牙），1812年 威靈頓公爵，1814年 滑鐵盧親王（荷蘭），1815年 |                                                                              |                                                                              |                                                                              |                                                                                     |                                                                                     |                                                                                     |                                                                                     |                                                                                     |                                                                                     |  |  |                                                                                  |                                                                                |                                                                                |                                                                                |                                                                                |                                                                                |  |  |  |  |  |  |  |  |  |  |  |  |  |  |  |  |  |  |
|                                                                              |                                                                              |                                                                              |                                                                              | 阿瑟·韋爾斯利 第一代威靈頓公爵, 第一代羅德里戈城公爵 （1769年—1852年）                                        |                                                                              |                                                                              |                                                                              |                                                                                     |                                                                                     |                                                                                     |                                                                                     |                                                                                     |                                                                                     |  |  |                                                                                  |                                                                                |                                                                                |                                                                                |                                                                                |                                                                                |  |  |  |  |  |  |  |  |  |  |  |  |  |  |  |  |  |  |
|                                                                              |                                                                              |                                                                              |                                                                              | |                                                                              |                                                                              |                                                                              |                                                                                     |                                                                                     |                                                                                     |                                                                                     |                                                                                     |                                                                                     |  |  |                                                                                  |                                                                                |                                                                                |                                                                                |                                                                                |                                                                                |  |  |  |  |  |  |  |  |  |  |  |  |  |  |  |  |  |  |
|                                                                              |                                                                              |                                                                              |                                                                              | |                                                                              |                                                                              |                                                                              |                                                                                     |                                                                                     |                                                                                     |                                                                                     |                                                                                     |                                                                                     |  |  |                                                                                  |                                                                                |                                                                                |                                                                                |                                                                                |                                                                                |  |  |  |  |  |  |  |  |  |  |  |  |  |  |  |  |  |  |
| 阿瑟·理查德·韋爾斯利 第二代威靈頓公爵 第二代羅德里戈城公爵 （1807年—1884年） | 阿瑟·理查德·韋爾斯利 第二代威靈頓公爵 第二代羅德里戈城公爵 （1807年—1884年） | 阿瑟·理查德·韋爾斯利 第二代威靈頓公爵 第二代羅德里戈城公爵 （1807年—1884年） | 阿瑟·理查德·韋爾斯利 第二代威靈頓公爵 第二代羅德里戈城公爵 （1807年—1884年） | 阿瑟·理查德·韋爾斯利 第二代威靈頓公爵 第二代羅德里戈城公爵 （1807年—1884年）                                  | 阿瑟·理查德·韋爾斯利 第二代威靈頓公爵 第二代羅德里戈城公爵 （1807年—1884年） |                                                                              |                                                                              | 查理斯·韋爾斯利勳爵 （1808年—1858年）                                               | 查理斯·韋爾斯利勳爵 （1808年—1858年）                                               | 查理斯·韋爾斯利勳爵 （1808年—1858年）                                               | 查理斯·韋爾斯利勳爵 （1808年—1858年）                                               | 查理斯·韋爾斯利勳爵 （1808年—1858年）                                               | 查理斯·韋爾斯利勳爵 （1808年—1858年）                                               |  |  |                                                                                  |                                                                                |                                                                                |                                                                                |                                                                                |                                                                                |  |  |  |  |  |  |  |  |  |  |  |  |  |  |  |  |  |  |
| 阿瑟·理查德·韋爾斯利 第二代威靈頓公爵 第二代羅德里戈城公爵 （1807年—1884年） | 阿瑟·理查德·韋爾斯利 第二代威靈頓公爵 第二代羅德里戈城公爵 （1807年—1884年） | 阿瑟·理查德·韋爾斯利 第二代威靈頓公爵 第二代羅德里戈城公爵 （1807年—1884年） | 阿瑟·理查德·韋爾斯利 第二代威靈頓公爵 第二代羅德里戈城公爵 （1807年—1884年） | 阿瑟·理查德·韋爾斯利 第二代威靈頓公爵 第二代羅德里戈城公爵 （1807年—1884年）                                  | 阿瑟·理查德·韋爾斯利 第二代威靈頓公爵 第二代羅德里戈城公爵 （1807年—1884年） |                                                                              |                                                                              | 查理斯·韋爾斯利勳爵 （1808年—1858年）                                               | 查理斯·韋爾斯利勳爵 （1808年—1858年）                                               | 查理斯·韋爾斯利勳爵 （1808年—1858年）                                               | 查理斯·韋爾斯利勳爵 （1808年—1858年）                                               | 查理斯·韋爾斯利勳爵 （1808年—1858年）                                               | 查理斯·韋爾斯利勳爵 （1808年—1858年）                                               |  |  |                                                                                  |                                                                                |                                                                                |                                                                                |                                                                                |                                                                                |  |  |  |  |  |  |  |  |  |  |  |  |  |  |  |  |  |  |
|                                                                              |                                                                              |                                                                              |                                                                              | |                                                                              |                                                                              |                                                                              |                                                                                     |                                                                                     |                                                                                     |                                                                                     |                                                                                     |                                                                                     |  |  |                                                                                  |                                                                                |                                                                                |                                                                                |                                                                                |                                                                                |  |  |  |  |  |  |  |  |  |  |  |  |  |  |  |  |  |  |
| 亨利·韋爾斯利 第三代威靈頓公爵 第三代羅德里戈城公爵 （1846年—1900年）        | 亨利·韋爾斯利 第三代威靈頓公爵 第三代羅德里戈城公爵 （1846年—1900年）        | 亨利·韋爾斯利 第三代威靈頓公爵 第三代羅德里戈城公爵 （1846年—1900年）        | 亨利·韋爾斯利 第三代威靈頓公爵 第三代羅德里戈城公爵 （1846年—1900年）        | 亨利·韋爾斯利 第三代威靈頓公爵 第三代羅德里戈城公爵 （1846年—1900年）                                         | 亨利·韋爾斯利 第三代威靈頓公爵 第三代羅德里戈城公爵 （1846年—1900年）        |                                                                              |                                                                              | 阿瑟·查理斯·韋爾斯利 第四代威靈頓公爵 第四代羅德里戈城公爵 （1849年—1934年）        | 阿瑟·查理斯·韋爾斯利 第四代威靈頓公爵 第四代羅德里戈城公爵 （1849年—1934年）        | 阿瑟·查理斯·韋爾斯利 第四代威靈頓公爵 第四代羅德里戈城公爵 （1849年—1934年）        | 阿瑟·查理斯·韋爾斯利 第四代威靈頓公爵 第四代羅德里戈城公爵 （1849年—1934年）        | 阿瑟·查理斯·韋爾斯利 第四代威靈頓公爵 第四代羅德里戈城公爵 （1849年—1934年）        | 阿瑟·查理斯·韋爾斯利 第四代威靈頓公爵 第四代羅德里戈城公爵 （1849年—1934年）        |  |  |                                                                                  |                                                                                |                                                                                |                                                                                |                                                                                |                                                                                |  |  |  |  |  |  |  |  |  |  |  |  |  |  |  |  |  |  |
| 亨利·韋爾斯利 第三代威靈頓公爵 第三代羅德里戈城公爵 （1846年—1900年）        | 亨利·韋爾斯利 第三代威靈頓公爵 第三代羅德里戈城公爵 （1846年—1900年）        | 亨利·韋爾斯利 第三代威靈頓公爵 第三代羅德里戈城公爵 （1846年—1900年）        | 亨利·韋爾斯利 第三代威靈頓公爵 第三代羅德里戈城公爵 （1846年—1900年）        | 亨利·韋爾斯利 第三代威靈頓公爵 第三代羅德里戈城公爵 （1846年—1900年）                                         | 亨利·韋爾斯利 第三代威靈頓公爵 第三代羅德里戈城公爵 （1846年—1900年）        |                                                                              |                                                                              | 阿瑟·查理斯·韋爾斯利 第四代威靈頓公爵 第四代羅德里戈城公爵 （1849年—1934年）        | 阿瑟·查理斯·韋爾斯利 第四代威靈頓公爵 第四代羅德里戈城公爵 （1849年—1934年）        | 阿瑟·查理斯·韋爾斯利 第四代威靈頓公爵 第四代羅德里戈城公爵 （1849年—1934年）        | 阿瑟·查理斯·韋爾斯利 第四代威靈頓公爵 第四代羅德里戈城公爵 （1849年—1934年）        | 阿瑟·查理斯·韋爾斯利 第四代威靈頓公爵 第四代羅德里戈城公爵 （1849年—1934年）        | 阿瑟·查理斯·韋爾斯利 第四代威靈頓公爵 第四代羅德里戈城公爵 （1849年—1934年）        |  |  |                                                                                  |                                                                                |                                                                                |                                                                                |                                                                                |                                                                                |  |  |  |  |  |  |  |  |  |  |  |  |  |  |  |  |  |  |
|                                                                              |                                                                              |                                                                              |                                                                              | |                                                                              |                                                                              |                                                                              |                                                                                     |                                                                                     |                                                                                     |                                                                                     |                                                                                     |                                                                                     |  |  |                                                                                  |                                                                                |                                                                                |                                                                                |                                                                                |                                                                                |  |  |  |  |  |  |  |  |  |  |  |  |  |  |  |  |  |  |
|                                                                              |                                                                              |                                                                              |                                                                              | 阿瑟·查理斯·韋爾斯利 第五代威靈頓公爵 第五代羅德里戈城公爵 （1876年—1941年）                                  | 阿瑟·查理斯·韋爾斯利 第五代威靈頓公爵 第五代羅德里戈城公爵 （1876年—1941年） | 阿瑟·查理斯·韋爾斯利 第五代威靈頓公爵 第五代羅德里戈城公爵 （1876年—1941年） | 阿瑟·查理斯·韋爾斯利 第五代威靈頓公爵 第五代羅德里戈城公爵 （1876年—1941年） | 阿瑟·查理斯·韋爾斯利 第五代威靈頓公爵 第五代羅德里戈城公爵 （1876年—1941年）        | 阿瑟·查理斯·韋爾斯利 第五代威靈頓公爵 第五代羅德里戈城公爵 （1876年—1941年）        |                                                                                     |                                                                                     |                                                                                     |                                                                                     |  |  | 傑拉德·韋爾斯利 第七代威靈頓公爵, 第八代羅德里戈城公爵 （1885年—1972年）         | 傑拉德·韋爾斯利 第七代威靈頓公爵, 第八代羅德里戈城公爵 （1885年—1972年）       | 傑拉德·韋爾斯利 第七代威靈頓公爵, 第八代羅德里戈城公爵 （1885年—1972年）       | 傑拉德·韋爾斯利 第七代威靈頓公爵, 第八代羅德里戈城公爵 （1885年—1972年）       | 傑拉德·韋爾斯利 第七代威靈頓公爵, 第八代羅德里戈城公爵 （1885年—1972年）       | 傑拉德·韋爾斯利 第七代威靈頓公爵, 第八代羅德里戈城公爵 （1885年—1972年）       |  |  |  |  |  |  |  |  |  |  |  |  |  |  |  |  |  |  |
|                                                                              |                                                                              |                                                                              |                                                                              | 阿瑟·查理斯·韋爾斯利 第五代威靈頓公爵 第五代羅德里戈城公爵 （1876年—1941年）                                  | 阿瑟·查理斯·韋爾斯利 第五代威靈頓公爵 第五代羅德里戈城公爵 （1876年—1941年） | 阿瑟·查理斯·韋爾斯利 第五代威靈頓公爵 第五代羅德里戈城公爵 （1876年—1941年） | 阿瑟·查理斯·韋爾斯利 第五代威靈頓公爵 第五代羅德里戈城公爵 （1876年—1941年） | 阿瑟·查理斯·韋爾斯利 第五代威靈頓公爵 第五代羅德里戈城公爵 （1876年—1941年）        | 阿瑟·查理斯·韋爾斯利 第五代威靈頓公爵 第五代羅德里戈城公爵 （1876年—1941年）        |                                                                                     |                                                                                     |                                                                                     |                                                                                     |  |  | 傑拉德·韋爾斯利 第七代威靈頓公爵, 第八代羅德里戈城公爵 （1885年—1972年）         | 傑拉德·韋爾斯利 第七代威靈頓公爵, 第八代羅德里戈城公爵 （1885年—1972年）       | 傑拉德·韋爾斯利 第七代威靈頓公爵, 第八代羅德里戈城公爵 （1885年—1972年）       | 傑拉德·韋爾斯利 第七代威靈頓公爵, 第八代羅德里戈城公爵 （1885年—1972年）       | 傑拉德·韋爾斯利 第七代威靈頓公爵, 第八代羅德里戈城公爵 （1885年—1972年）       | 傑拉德·韋爾斯利 第七代威靈頓公爵, 第八代羅德里戈城公爵 （1885年—1972年）       |  |  |  |  |  |  |  |  |  |  |  |  |  |  |  |  |  |  |
|                                                                              |                                                                              |                                                                              |                                                                              | |                                                                              |                                                                              |                                                                              |                                                                                     |                                                                                     |                                                                                     |                                                                                     |                                                                                     |                                                                                     |  |  |                                                                                  |                                                                                |                                                                                |                                                                                |                                                                                |                                                                                |  |  |  |  |  |  |  |  |  |  |  |  |  |  |  |  |  |  |
| 安妮·瑞斯 第七代羅德里戈城女公爵 （1910年—1998年）                           | 安妮·瑞斯 第七代羅德里戈城女公爵 （1910年—1998年）                           | 安妮·瑞斯 第七代羅德里戈城女公爵 （1910年—1998年）                           | 安妮·瑞斯 第七代羅德里戈城女公爵 （1910年—1998年）                           | 安妮·瑞斯 第七代羅德里戈城女公爵 （1910年—1998年）                                                            | 安妮·瑞斯 第七代羅德里戈城女公爵 （1910年—1998年）                           |                                                                              |                                                                              | 亨利·瓦萊里安·喬治·韋爾斯利 第六代威靈頓公爵 第六代羅德里戈城公爵 （1912年—1943年） | 亨利·瓦萊里安·喬治·韋爾斯利 第六代威靈頓公爵 第六代羅德里戈城公爵 （1912年—1943年） | 亨利·瓦萊里安·喬治·韋爾斯利 第六代威靈頓公爵 第六代羅德里戈城公爵 （1912年—1943年） | 亨利·瓦萊里安·喬治·韋爾斯利 第六代威靈頓公爵 第六代羅德里戈城公爵 （1912年—1943年） | 亨利·瓦萊里安·喬治·韋爾斯利 第六代威靈頓公爵 第六代羅德里戈城公爵 （1912年—1943年） | 亨利·瓦萊里安·喬治·韋爾斯利 第六代威靈頓公爵 第六代羅德里戈城公爵 （1912年—1943年） |  |  | 亞瑟·瓦萊里安·韋爾斯利 第八代威靈頓公爵 第九代羅德里戈城公爵 （1915年—2014年）   | 亞瑟·瓦萊里安·韋爾斯利 第八代威靈頓公爵 第九代羅德里戈城公爵 （1915年—2014年） | 亞瑟·瓦萊里安·韋爾斯利 第八代威靈頓公爵 第九代羅德里戈城公爵 （1915年—2014年） | 亞瑟·瓦萊里安·韋爾斯利 第八代威靈頓公爵 第九代羅德里戈城公爵 （1915年—2014年） | 亞瑟·瓦萊里安·韋爾斯利 第八代威靈頓公爵 第九代羅德里戈城公爵 （1915年—2014年） | 亞瑟·瓦萊里安·韋爾斯利 第八代威靈頓公爵 第九代羅德里戈城公爵 （1915年—2014年） |  |  |  |  |  |  |  |  |  |  |  |  |  |  |  |  |  |  |
| 安妮·瑞斯 第七代羅德里戈城女公爵 （1910年—1998年）                           | 安妮·瑞斯 第七代羅德里戈城女公爵 （1910年—1998年）                           | 安妮·瑞斯 第七代羅德里戈城女公爵 （1910年—1998年）                           | 安妮·瑞斯 第七代羅德里戈城女公爵 （1910年—1998年）                           | 安妮·瑞斯 第七代羅德里戈城女公爵 （1910年—1998年）                                                            | 安妮·瑞斯 第七代羅德里戈城女公爵 （1910年—1998年）                           |                                                                              |                                                                              | 亨利·瓦萊里安·喬治·韋爾斯利 第六代威靈頓公爵 第六代羅德里戈城公爵 （1912年—1943年） | 亨利·瓦萊里安·喬治·韋爾斯利 第六代威靈頓公爵 第六代羅德里戈城公爵 （1912年—1943年） | 亨利·瓦萊里安·喬治·韋爾斯利 第六代威靈頓公爵 第六代羅德里戈城公爵 （1912年—1943年） | 亨利·瓦萊里安·喬治·韋爾斯利 第六代威靈頓公爵 第六代羅德里戈城公爵 （1912年—1943年） | 亨利·瓦萊里安·喬治·韋爾斯利 第六代威靈頓公爵 第六代羅德里戈城公爵 （1912年—1943年） | 亨利·瓦萊里安·喬治·韋爾斯利 第六代威靈頓公爵 第六代羅德里戈城公爵 （1912年—1943年） |  |  | 亞瑟·瓦萊里安·韋爾斯利 第八代威靈頓公爵 第九代羅德里戈城公爵 （1915年—2014年）   | 亞瑟·瓦萊里安·韋爾斯利 第八代威靈頓公爵 第九代羅德里戈城公爵 （1915年—2014年） | 亞瑟·瓦萊里安·韋爾斯利 第八代威靈頓公爵 第九代羅德里戈城公爵 （1915年—2014年） | 亞瑟·瓦萊里安·韋爾斯利 第八代威靈頓公爵 第九代羅德里戈城公爵 （1915年—2014年） | 亞瑟·瓦萊里安·韋爾斯利 第八代威靈頓公爵 第九代羅德里戈城公爵 （1915年—2014年） | 亞瑟·瓦萊里安·韋爾斯利 第八代威靈頓公爵 第九代羅德里戈城公爵 （1915年—2014年） |  |  |  |  |  |  |  |  |  |  |  |  |  |  |  |  |  |  |
|                                                                              |                                                                              |                                                                              |                                                                              | |                                                                              |                                                                              |                                                                              |                                                                                     |                                                                                     |                                                                                     |                                                                                     |                                                                                     |                                                                                     |  |  | 亞瑟·查理斯·瓦萊里安·韋爾斯利 第九代威靈頓公爵 第十代羅德里戈城公爵 （1945年生） |                                                                                |                                                                                |                                                                                |                                                                                |                                                                                |  |  |  |  |  |  |  |  |  |  |  |  |  |  |  |  |  |  |
|                                                                              |                                                                              |                                                                              |                                                                              | |                                                                              |                                                                              |                                                                              |                                                                                     |                                                                                     |                                                                                     |                                                                                     |                                                                                     |                                                                                     |  |  |                                                                                  |                                                                                |                                                                                |                                                                                |                                                                                |                                                                                |  |  |  |  |  |  |  |  |  |  |  |  |  |  |  |  |  |  |
|                                                                              |                                                                              |                                                                              |                                                                              | |                                                                              |                                                                              |                                                                              |                                                                                     |                                                                                     |                                                                                     |                                                                                     |                                                                                     |                                                                                     |  |  | 阿瑟·傑拉德·韋爾斯利 杜羅侯爵 （1978年生）                                       |                                                                                |                                                                                |                                                                                |                                                                                |                                                                                |  |  |  |  |  |  |  |  |  |  |  |  |  |  |  |  |  |  |
|                                                                              |                                                                              |                                                                              |                                                                              | |                                                                              |                                                                              |                                                                              |                                                                                     |                                                                                     |                                                                                     |                                                                                     |                                                                                     |                                                                                     |  |  |                                                                                  |                                                                                |                                                                                |                                                                                |                                                                                |                                                                                |  |  |  |  |  |  |  |  |  |  |  |  |  |  |  |  |  |  |
|                                                                              |                                                                              |                                                                              |                                                                              | |                                                                              |                                                                              |                                                                              |                                                                                     |                                                                                     |                                                                                     |                                                                                     |                                                                                     |                                                                                     |  |  | 阿瑟·達西·韋爾斯利 莫寧伯爵 （2010年生）                                         |                                                                                |                                                                                |                                                                                |                                                                                |                                                                                |  |  |  |  |  |  |  |  |  |  |  |  |  |  |  |  |  |  |

## 繼承順序
- 第一代威靈頓公爵阿瑟·韋爾斯利（1769－1852年）
  -  第二代威靈頓公爵阿瑟·韋爾斯利（英语：Arthur Wellesley, 2nd Duke of Wellington）（1807－1884年）
  - 查理斯·韋爾斯利勳爵（英语：Lord Charles Wellesley）（1808－1858年）
    - 阿瑟·韋爾斯利（1845－1846年）
    -  第三代威靈頓公爵亨利·韋爾斯利（英语：Henry Wellesley, 3rd Duke of Wellington）（1846－1900年）
    -  第四代威靈頓公爵阿瑟·韋爾斯利（英语：Arthur Wellesley, 4th Duke of Wellington）（1849－1934年）
      -  第五代威靈頓公爵阿瑟·韋爾斯利（英语：Arthur Wellesley, 5th Duke of Wellington）（1876－1941年）
        -  第六代威靈頓公爵亨利·韋爾斯利（英语：Henry Wellesley, 6th Duke of Wellington）（1912－1943年）

      - 理查德·韋爾斯利勳爵（1879－1914年）
      -  第七代威靈頓公爵傑拉德·韋爾斯利（英语：Gerald Wellesley, 7th Duke of Wellington）（1885－1972年）
        -  第八代威靈頓公爵瓦勒良·韋爾斯利（1915－2014年）
          -  第九代威灵顿公爵查尔斯·韦尔斯利（1945年生）
            - (1) 莫寧伯爵阿瑟·韋爾斯利（英语：Arthur Wellesley, Earl of Mornington）（1978年生）
              - (2) 韋爾斯利子爵亞瑟·韋爾斯利（2010年生）
              - (3) 阿爾弗雷德·韋爾斯利勳爵（2014年生）

            - (4) 弗雷德里克·韋爾斯利勳爵（1992年生）

          - (5) 理查德·韋爾斯利勳爵（1949年生）
          - (6) 約翰·韋爾斯利勳爵（1954年生）
            - (7) 傑拉德·韋爾斯利（1981年生）

          - (8) 詹姆斯·韋爾斯利勳爵（1956年生）[4]
            -               - (9) 奧利弗·韋爾斯利（2005年生）

      - 喬治·韋爾斯利勳爵（英语：Lord George Wellesley）（1889－1947年）
        - 理查德·韋爾斯利（1920－1984年）
          - 查理斯·韋爾斯利（1955－2009年）
          - 約翰·韋爾斯利（1962－2009年）
            - (10) 托馬斯·韋爾斯利（2000年生）

如果第一代公爵的直系男性後代絕嗣，那麽在英國貴族當中，威靈頓公爵此一爵位以及其他第一代公爵曾受封的次等爵位；在荷蘭和比利時貴族當中的滑鐵盧親王；以及在葡萄牙貴族當中的維多利亞公爵及其次等爵位均會同時絕嗣。屬於西班牙貴族的羅德里戈城公爵則會由第一代公爵的女性後代繼承，而從第二代公爵起一直持有的莫寧伯爵、韋爾斯利子爵和莫寧男爵，則是會由考利伯爵繼承。考利伯爵為第一代公爵之弟，亨利·韋爾斯利的後代。
| 莫寧男爵，1746年                                             |                                           |                                           |                                           |                                           |                                           |                                                                                       |                                                                                       |                                                                                       |                                                                                       |                                                                                       |                                                                                       |                                                                                |                                                                                |  |  |                                                                             |                                                                             |                                                                             |                                                                             |                                                                             |                                                                             |                                                                                    |                                                                                    |                                                                                    |                                                                                    |                                                                                    |                                                                                    |                                                              |                                                              |  |  |                                                 |                                                 |                                                 |                                                 |                                                 |                                                 |  |  |                                               |                                               |                                               |                                               |                                               |                                               |  |  |  |  |  |  |
| 理查德·韋斯利 第一代莫寧男爵 （1690－1758年）                |                                           |                                           |                                           |                                           |                                           |                                                                                       |                                                                                       |                                                                                       |                                                                                       |                                                                                       |                                                                                       |                                                                                |                                                                                |  |  |                                                                             |                                                                             |                                                                             |                                                                             |                                                                             |                                                                             |                                                                                    |                                                                                    |                                                                                    |                                                                                    |                                                                                    |                                                                                    |                                                              |                                                              |  |  |                                                 |                                                 |                                                 |                                                 |                                                 |                                                 |  |  |                                               |                                               |                                               |                                               |                                               |                                               |  |  |  |  |  |  |
|                                                              |                                           |                                           |                                           |                                           |                                           |                                                                                       |                                                                                       |                                                                                       |                                                                                       |                                                                                       |                                                                                       |                                                                                |                                                                                |  |  |                                                                             |                                                                             |                                                                             |                                                                             |                                                                             |                                                                             |                                                                                    |                                                                                    |                                                                                    |                                                                                    |                                                                                    |                                                                                    |                                                              |                                                              |  |  |                                                 |                                                 |                                                 |                                                 |                                                 |                                                 |  |  |                                               |                                               |                                               |                                               |                                               |                                               |  |  |  |  |  |  |
| 莫寧伯爵，1760年                                             |                                           |                                           |                                           |                                           |                                           |                                                                                       |                                                                                       |                                                                                       |                                                                                       |                                                                                       |                                                                                       |                                                                                |                                                                                |  |  |                                                                             |                                                                             |                                                                             |                                                                             |                                                                             |                                                                             |                                                                                    |                                                                                    |                                                                                    |                                                                                    |                                                                                    |                                                                                    |                                                              |                                                              |  |  |                                                 |                                                 |                                                 |                                                 |                                                 |                                                 |  |  |                                               |                                               |                                               |                                               |                                               |                                               |  |  |  |  |  |  |
| 加勒特·韋斯利 第二代莫寧男爵 第一代莫寧伯爵 （1735－1781年） |                                           |                                           |                                           |                                           |                                           |                                                                                       |                                                                                       |                                                                                       |                                                                                       |                                                                                       |                                                                                       |                                                                                |                                                                                |  |  |                                                                             |                                                                             |                                                                             |                                                                             |                                                                             |                                                                             |                                                                                    |                                                                                    |                                                                                    |                                                                                    |                                                                                    |                                                                                    |                                                              |                                                              |  |  |                                                 |                                                 |                                                 |                                                 |                                                 |                                                 |  |  |                                               |                                               |                                               |                                               |                                               |                                               |  |  |  |  |  |  |
|                                                              |                                           |                                           |                                           |                                           |                                           |                                                                                       |                                                                                       |                                                                                       |                                                                                       |                                                                                       |                                                                                       |                                                                                |                                                                                |  |  |                                                                             |                                                                             |                                                                             |                                                                             |                                                                             |                                                                             |                                                                                    |                                                                                    |                                                                                    |                                                                                    |                                                                                    |                                                                                    |                                                              |                                                              |  |  |                                                 |                                                 |                                                 |                                                 |                                                 |                                                 |  |  |                                               |                                               |                                               |                                               |                                               |                                               |  |  |  |  |  |  |
|                                                              |                                           |                                           |                                           |                                           |                                           |                                                                                       |                                                                                       |                                                                                       |                                                                                       |                                                                                       |                                                                                       |                                                                                |                                                                                |  |  |                                                                             |                                                                             |                                                                             |                                                                             |                                                                             |                                                                             |                                                                                    |                                                                                    |                                                                                    |                                                                                    |                                                                                    |                                                                                    |                                                              |                                                              |  |  |                                                 |                                                 |                                                 |                                                 |                                                 |                                                 |  |  |                                               |                                               |                                               |                                               |                                               |                                               |  |  |  |  |  |  |
| 韋爾斯利男爵，1797年 韋爾斯利侯爵，1799年                    | 韋爾斯利男爵，1797年 韋爾斯利侯爵，1799年 | 韋爾斯利男爵，1797年 韋爾斯利侯爵，1799年 | 韋爾斯利男爵，1797年 韋爾斯利侯爵，1799年 | 韋爾斯利男爵，1797年 韋爾斯利侯爵，1799年 | 韋爾斯利男爵，1797年 韋爾斯利侯爵，1799年 |                                                                                       |                                                                                       | 馬里伯勒男爵，1821年                                                                  | 馬里伯勒男爵，1821年                                                                  | 馬里伯勒男爵，1821年                                                                  | 馬里伯勒男爵，1821年                                                                  | 馬里伯勒男爵，1821年                                                           | 馬里伯勒男爵，1821年                                                           |  |  | 威靈頓子爵，1809年 威靈頓伯爵，1812年 威靈頓侯爵，1812年 威靈頓公爵，1814年 | 威靈頓子爵，1809年 威靈頓伯爵，1812年 威靈頓侯爵，1812年 威靈頓公爵，1814年 | 威靈頓子爵，1809年 威靈頓伯爵，1812年 威靈頓侯爵，1812年 威靈頓公爵，1814年 | 威靈頓子爵，1809年 威靈頓伯爵，1812年 威靈頓侯爵，1812年 威靈頓公爵，1814年 | 威靈頓子爵，1809年 威靈頓伯爵，1812年 威靈頓侯爵，1812年 威靈頓公爵，1814年 | 威靈頓子爵，1809年 威靈頓伯爵，1812年 威靈頓侯爵，1812年 威靈頓公爵，1814年 |                                                                                    |                                                                                    | 考利男爵，1828年                                                                   | 考利男爵，1828年                                                                   | 考利男爵，1828年                                                                   | 考利男爵，1828年                                                                   | 考利男爵，1828年                                             | 考利男爵，1828年                                             |  |  |                                                 |                                                 |                                                 |                                                 |                                                 |                                                 |  |  |                                               |                                               |                                               |                                               |                                               |                                               |  |  |  |  |  |  |
| 韋爾斯利男爵，1797年 韋爾斯利侯爵，1799年                    | 韋爾斯利男爵，1797年 韋爾斯利侯爵，1799年 | 韋爾斯利男爵，1797年 韋爾斯利侯爵，1799年 | 韋爾斯利男爵，1797年 韋爾斯利侯爵，1799年 | 韋爾斯利男爵，1797年 韋爾斯利侯爵，1799年 | 韋爾斯利男爵，1797年 韋爾斯利侯爵，1799年 | 理查德·韋爾斯利 第二代莫寧伯爵 第一代韋爾斯利男爵 第一代韋爾斯利侯爵 （1760－1842年） | 理查德·韋爾斯利 第二代莫寧伯爵 第一代韋爾斯利男爵 第一代韋爾斯利侯爵 （1760－1842年） | 理查德·韋爾斯利 第二代莫寧伯爵 第一代韋爾斯利男爵 第一代韋爾斯利侯爵 （1760－1842年） | 理查德·韋爾斯利 第二代莫寧伯爵 第一代韋爾斯利男爵 第一代韋爾斯利侯爵 （1760－1842年） | 理查德·韋爾斯利 第二代莫寧伯爵 第一代韋爾斯利男爵 第一代韋爾斯利侯爵 （1760－1842年） | 理查德·韋爾斯利 第二代莫寧伯爵 第一代韋爾斯利男爵 第一代韋爾斯利侯爵 （1760－1842年） | 馬里伯勒男爵，1821年                                                           | 馬里伯勒男爵，1821年                                                           |  |  | 威靈頓子爵，1809年 威靈頓伯爵，1812年 威靈頓侯爵，1812年 威靈頓公爵，1814年 | 威靈頓子爵，1809年 威靈頓伯爵，1812年 威靈頓侯爵，1812年 威靈頓公爵，1814年 | 威靈頓子爵，1809年 威靈頓伯爵，1812年 威靈頓侯爵，1812年 威靈頓公爵，1814年 | 威靈頓子爵，1809年 威靈頓伯爵，1812年 威靈頓侯爵，1812年 威靈頓公爵，1814年 | 威靈頓子爵，1809年 威靈頓伯爵，1812年 威靈頓侯爵，1812年 威靈頓公爵，1814年 | 威靈頓子爵，1809年 威靈頓伯爵，1812年 威靈頓侯爵，1812年 威靈頓公爵，1814年 | 威廉·韋爾斯利 （韋爾斯利-波爾） 第一代馬里伯勒男爵 第三代莫寧伯爵 （1763－1845年） | 威廉·韋爾斯利 （韋爾斯利-波爾） 第一代馬里伯勒男爵 第三代莫寧伯爵 （1763－1845年） | 威廉·韋爾斯利 （韋爾斯利-波爾） 第一代馬里伯勒男爵 第三代莫寧伯爵 （1763－1845年） | 威廉·韋爾斯利 （韋爾斯利-波爾） 第一代馬里伯勒男爵 第三代莫寧伯爵 （1763－1845年） | 威廉·韋爾斯利 （韋爾斯利-波爾） 第一代馬里伯勒男爵 第三代莫寧伯爵 （1763－1845年） | 威廉·韋爾斯利 （韋爾斯利-波爾） 第一代馬里伯勒男爵 第三代莫寧伯爵 （1763－1845年） | 考利男爵，1828年                                             | 考利男爵，1828年                                             |  |  | 阿瑟·韋爾斯利 第一代威靈頓公爵 （1769－1852年） | 阿瑟·韋爾斯利 第一代威靈頓公爵 （1769－1852年） | 阿瑟·韋爾斯利 第一代威靈頓公爵 （1769－1852年） | 阿瑟·韋爾斯利 第一代威靈頓公爵 （1769－1852年） | 阿瑟·韋爾斯利 第一代威靈頓公爵 （1769－1852年） | 阿瑟·韋爾斯利 第一代威靈頓公爵 （1769－1852年） |  |  | 亨利·韋爾斯利 第一代考利男爵 （1773－1847年） | 亨利·韋爾斯利 第一代考利男爵 （1773－1847年） | 亨利·韋爾斯利 第一代考利男爵 （1773－1847年） | 亨利·韋爾斯利 第一代考利男爵 （1773－1847年） | 亨利·韋爾斯利 第一代考利男爵 （1773－1847年） | 亨利·韋爾斯利 第一代考利男爵 （1773－1847年） |  |  |  |  |  |  |
|                                                              |                                           |                                           |                                           |                                           |                                           | 理查德·韋爾斯利 第二代莫寧伯爵 第一代韋爾斯利男爵 第一代韋爾斯利侯爵 （1760－1842年） | 理查德·韋爾斯利 第二代莫寧伯爵 第一代韋爾斯利男爵 第一代韋爾斯利侯爵 （1760－1842年） | 理查德·韋爾斯利 第二代莫寧伯爵 第一代韋爾斯利男爵 第一代韋爾斯利侯爵 （1760－1842年） | 理查德·韋爾斯利 第二代莫寧伯爵 第一代韋爾斯利男爵 第一代韋爾斯利侯爵 （1760－1842年） | 理查德·韋爾斯利 第二代莫寧伯爵 第一代韋爾斯利男爵 第一代韋爾斯利侯爵 （1760－1842年） | 理查德·韋爾斯利 第二代莫寧伯爵 第一代韋爾斯利男爵 第一代韋爾斯利侯爵 （1760－1842年） |                                                                                |                                                                                |  |  |                                                                             |                                                                             |                                                                             |                                                                             |                                                                             |                                                                             | 威廉·韋爾斯利 （韋爾斯利-波爾） 第一代馬里伯勒男爵 第三代莫寧伯爵 （1763－1845年） | 威廉·韋爾斯利 （韋爾斯利-波爾） 第一代馬里伯勒男爵 第三代莫寧伯爵 （1763－1845年） | 威廉·韋爾斯利 （韋爾斯利-波爾） 第一代馬里伯勒男爵 第三代莫寧伯爵 （1763－1845年） | 威廉·韋爾斯利 （韋爾斯利-波爾） 第一代馬里伯勒男爵 第三代莫寧伯爵 （1763－1845年） | 威廉·韋爾斯利 （韋爾斯利-波爾） 第一代馬里伯勒男爵 第三代莫寧伯爵 （1763－1845年） | 威廉·韋爾斯利 （韋爾斯利-波爾） 第一代馬里伯勒男爵 第三代莫寧伯爵 （1763－1845年） |                                                              |                                                              |  |  | 阿瑟·韋爾斯利 第一代威靈頓公爵 （1769－1852年） | 阿瑟·韋爾斯利 第一代威靈頓公爵 （1769－1852年） | 阿瑟·韋爾斯利 第一代威靈頓公爵 （1769－1852年） | 阿瑟·韋爾斯利 第一代威靈頓公爵 （1769－1852年） | 阿瑟·韋爾斯利 第一代威靈頓公爵 （1769－1852年） | 阿瑟·韋爾斯利 第一代威靈頓公爵 （1769－1852年） |  |  | 亨利·韋爾斯利 第一代考利男爵 （1773－1847年） | 亨利·韋爾斯利 第一代考利男爵 （1773－1847年） | 亨利·韋爾斯利 第一代考利男爵 （1773－1847年） | 亨利·韋爾斯利 第一代考利男爵 （1773－1847年） | 亨利·韋爾斯利 第一代考利男爵 （1773－1847年） | 亨利·韋爾斯利 第一代考利男爵 （1773－1847年） |  |  |  |  |  |  |
|                                                              |                                           |                                           |                                           |                                           |                                           |                                                                                       |                                                                                       |                                                                                       |                                                                                       |                                                                                       |                                                                                       |                                                                                |                                                                                |  |  |                                                                             |                                                                             |                                                                             |                                                                             |                                                                             |                                                                             |                                                                                    |                                                                                    | 考利伯爵，1857年                                                                   |                                                                                    |                                                                                    |                                                                                    |                                                              |                                                              |  |  |                                                 |                                                 |                                                 |                                                 |                                                 |                                                 |  |  |                                               |                                               |                                               |                                               |                                               |                                               |  |  |  |  |  |  |
|                                                              |                                           |                                           |                                           |                                           |                                           |                                                                                       |                                                                                       | 威廉·韋爾斯利-波爾 （波爾-蒂爾尼-朗-韋爾斯利） 第四代莫寧伯爵 （1788－1857年）        | 威廉·韋爾斯利-波爾 （波爾-蒂爾尼-朗-韋爾斯利） 第四代莫寧伯爵 （1788－1857年）        | 威廉·韋爾斯利-波爾 （波爾-蒂爾尼-朗-韋爾斯利） 第四代莫寧伯爵 （1788－1857年）        | 威廉·韋爾斯利-波爾 （波爾-蒂爾尼-朗-韋爾斯利） 第四代莫寧伯爵 （1788－1857年）        | 威廉·韋爾斯利-波爾 （波爾-蒂爾尼-朗-韋爾斯利） 第四代莫寧伯爵 （1788－1857年） | 威廉·韋爾斯利-波爾 （波爾-蒂爾尼-朗-韋爾斯利） 第四代莫寧伯爵 （1788－1857年） |  |  | 阿瑟·理查德·韋爾斯利 第二代威靈頓公爵 第六代莫寧伯爵 （1807－1884年）       | 阿瑟·理查德·韋爾斯利 第二代威靈頓公爵 第六代莫寧伯爵 （1807－1884年）       | 阿瑟·理查德·韋爾斯利 第二代威靈頓公爵 第六代莫寧伯爵 （1807－1884年）       | 阿瑟·理查德·韋爾斯利 第二代威靈頓公爵 第六代莫寧伯爵 （1807－1884年）       | 阿瑟·理查德·韋爾斯利 第二代威靈頓公爵 第六代莫寧伯爵 （1807－1884年）       | 阿瑟·理查德·韋爾斯利 第二代威靈頓公爵 第六代莫寧伯爵 （1807－1884年）       |                                                                                    |                                                                                    | 亨利·韋爾斯利 第二代考利男爵 第一代考利伯爵 （1804－1884年）                       | 亨利·韋爾斯利 第二代考利男爵 第一代考利伯爵 （1804－1884年）                       | 亨利·韋爾斯利 第二代考利男爵 第一代考利伯爵 （1804－1884年）                       | 亨利·韋爾斯利 第二代考利男爵 第一代考利伯爵 （1804－1884年）                       | 亨利·韋爾斯利 第二代考利男爵 第一代考利伯爵 （1804－1884年） | 亨利·韋爾斯利 第二代考利男爵 第一代考利伯爵 （1804－1884年） |  |  |                                                 |                                                 |                                                 |                                                 |                                                 |                                                 |  |  |                                               |                                               |                                               |                                               |                                               |                                               |  |  |  |  |  |  |
|                                                              |                                           |                                           |                                           |                                           |                                           |                                                                                       |                                                                                       | 威廉·韋爾斯利-波爾 （波爾-蒂爾尼-朗-韋爾斯利） 第四代莫寧伯爵 （1788－1857年）        | 威廉·韋爾斯利-波爾 （波爾-蒂爾尼-朗-韋爾斯利） 第四代莫寧伯爵 （1788－1857年）        | 威廉·韋爾斯利-波爾 （波爾-蒂爾尼-朗-韋爾斯利） 第四代莫寧伯爵 （1788－1857年）        | 威廉·韋爾斯利-波爾 （波爾-蒂爾尼-朗-韋爾斯利） 第四代莫寧伯爵 （1788－1857年）        | 威廉·韋爾斯利-波爾 （波爾-蒂爾尼-朗-韋爾斯利） 第四代莫寧伯爵 （1788－1857年） | 威廉·韋爾斯利-波爾 （波爾-蒂爾尼-朗-韋爾斯利） 第四代莫寧伯爵 （1788－1857年） |  |  | 阿瑟·理查德·韋爾斯利 第二代威靈頓公爵 第六代莫寧伯爵 （1807－1884年）       | 阿瑟·理查德·韋爾斯利 第二代威靈頓公爵 第六代莫寧伯爵 （1807－1884年）       | 阿瑟·理查德·韋爾斯利 第二代威靈頓公爵 第六代莫寧伯爵 （1807－1884年）       | 阿瑟·理查德·韋爾斯利 第二代威靈頓公爵 第六代莫寧伯爵 （1807－1884年）       | 阿瑟·理查德·韋爾斯利 第二代威靈頓公爵 第六代莫寧伯爵 （1807－1884年）       | 阿瑟·理查德·韋爾斯利 第二代威靈頓公爵 第六代莫寧伯爵 （1807－1884年）       |                                                                                    |                                                                                    | 亨利·韋爾斯利 第二代考利男爵 第一代考利伯爵 （1804－1884年）                       | 亨利·韋爾斯利 第二代考利男爵 第一代考利伯爵 （1804－1884年）                       | 亨利·韋爾斯利 第二代考利男爵 第一代考利伯爵 （1804－1884年）                       | 亨利·韋爾斯利 第二代考利男爵 第一代考利伯爵 （1804－1884年）                       | 亨利·韋爾斯利 第二代考利男爵 第一代考利伯爵 （1804－1884年） | 亨利·韋爾斯利 第二代考利男爵 第一代考利伯爵 （1804－1884年） |  |  |                                                 |                                                 |                                                 |                                                 |                                                 |                                                 |  |  |                                               |                                               |                                               |                                               |                                               |                                               |  |  |  |  |  |  |
|                                                              |                                           |                                           |                                           |                                           |                                           |                                                                                       |                                                                                       | 威廉·理查德·亞瑟·波爾-蒂爾尼-朗-韋爾斯利 第五代莫寧伯爵 （1813－1863年）              | 威廉·理查德·亞瑟·波爾-蒂爾尼-朗-韋爾斯利 第五代莫寧伯爵 （1813－1863年）              | 威廉·理查德·亞瑟·波爾-蒂爾尼-朗-韋爾斯利 第五代莫寧伯爵 （1813－1863年）              | 威廉·理查德·亞瑟·波爾-蒂爾尼-朗-韋爾斯利 第五代莫寧伯爵 （1813－1863年）              | 威廉·理查德·亞瑟·波爾-蒂爾尼-朗-韋爾斯利 第五代莫寧伯爵 （1813－1863年）       | 威廉·理查德·亞瑟·波爾-蒂爾尼-朗-韋爾斯利 第五代莫寧伯爵 （1813－1863年）       |  |  | 威靈頓公爵                                                                  | 威靈頓公爵                                                                  | 威靈頓公爵                                                                  | 威靈頓公爵                                                                  | 威靈頓公爵                                                                  | 威靈頓公爵                                                                  |                                                                                    |                                                                                    | 考利伯爵                                                                           | 考利伯爵                                                                           | 考利伯爵                                                                           | 考利伯爵                                                                           | 考利伯爵                                                     | 考利伯爵                                                     |  |  |                                                 |                                                 |                                                 |                                                 |                                                 |                                                 |  |  |                                               |                                               |                                               |                                               |                                               |                                               |  |  |  |  |  |  |

## 外部連結
- Duke of Wellington's Regiment（页面存档备份，存于）
- An Online Gotha – Wellington （页面存档备份，存于）
- Genealogical information on the Dukes of Vitória （页面存档备份，存于）
- Genealogical information on the Marquesses of Torres Vedras （页面存档备份，存于）
- Genealogical information on the Counts of Vimeiro （页面存档备份，存于）